# Dioscorea alata
L'igname viola o ube (Dioscorea alata L.) è una pianta della famiglia Dioscoreaceae originaria delle aree tropicali dell'Asia. Costituisce un alimento base in molte aree dell'Asia sin dall'antichità.

## Storia
Stando ad antichi resti pervenuteci dalle grotte del Parco nazionale di Niah (Malaysia) antecedenti il 40.000 a.C. e dalla caverna di Ille della Dewil Valley (Filippine), risalenti invece intorno al 11000 a.C., gli esseri umani consumavano la Dioscorea alata e la Dioscorea hispida durante il Tardo Pleistocene nel sud-est asiatico. Trattandosi di un poliploide sterile, la Dioscorea alata non può attraversare corpi idrici. Ciò dimostra che tali piante furono esportate nelle isole dell'Oceano Pacifico e nella Nuova Zelanda solo durante l'espansione austronesiana, avvenuta all'incirca fra il 5000 e il 2500 a.C.
L'igname viola è ancora oggi un prodotto importante nel sud-est asiatico, in particolare nelle Filippine, dove è spesso utilizzato per la preparazione di dessert tradizionali e moderni. È anche considerato un alimento rappresentativo in Melanesia, dove viene anche coltivato per scopi cerimoniali. La sua importanza nella Polinesia orientale e in Nuova Zelanda è invece diminuita dopo l'introduzione di altre colture come quella della patata dolce.

## Descrizione

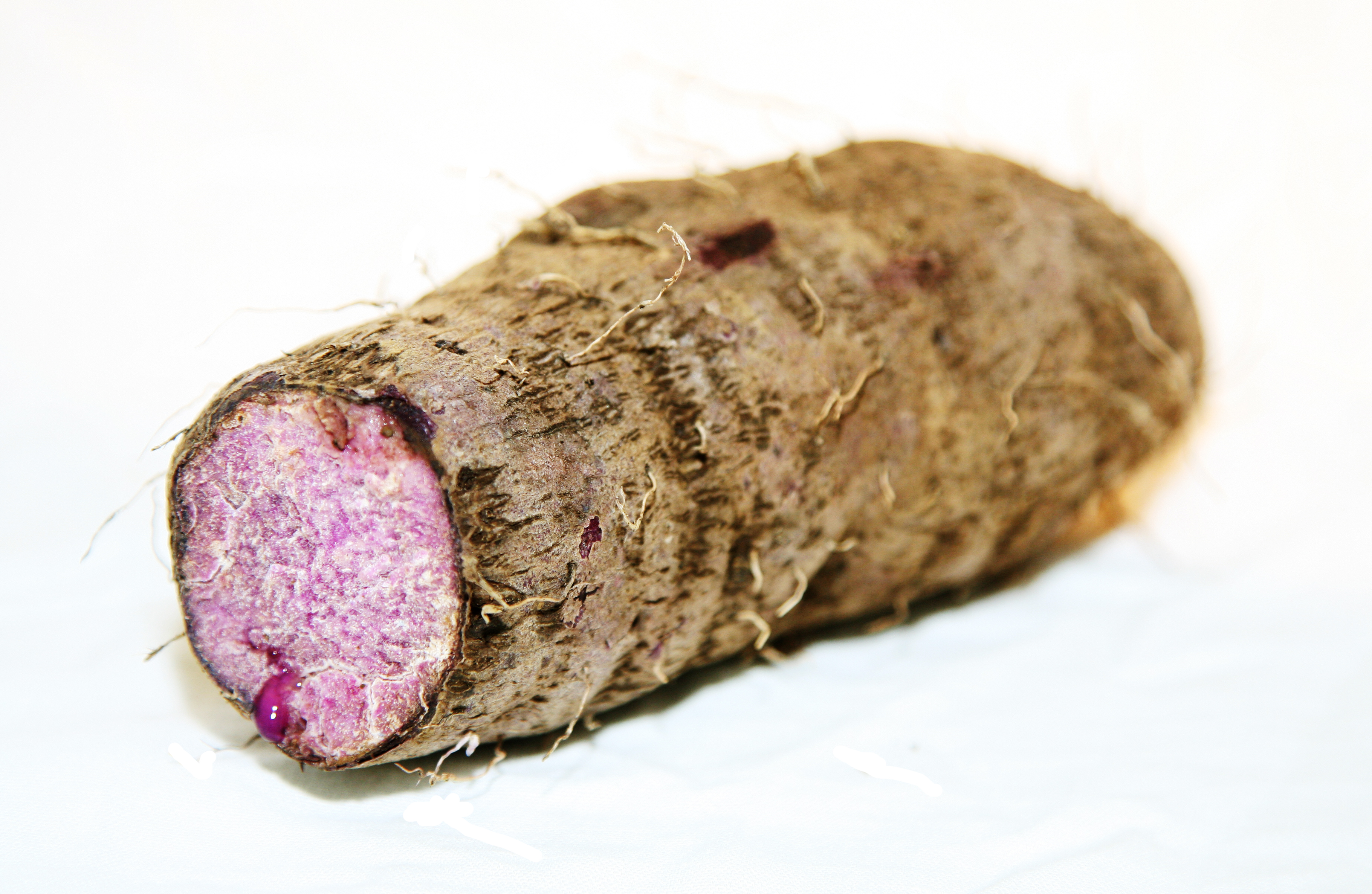
Tubero di Dioscorea alata tagliato

L'ube è una pianta rampicante dioica che si caratterizza per i suoi fusti a quattro angoli alati, destrogiri,lunghi fino a 10 m, glabri, portanti spesso piccoli bulbi aerei. Questi bulbilli compaiono nelle ascelle delle foglie; in genere il loro peso varia dai 20 ai 100 g.
Le foglie opposte superiormente (e alternate inferiormente) sono intere, glabre, ovate, a base cordata, con apice bruscamente acuminato e hanno dimensioni di12 × 8 cm.
I fiori maschili sono disposti in lunghe pannocchie composte da sinuose spighe spiralate, i fiori femminili in spighe semplici. Gli individui di sesso femminile sono meno comuni dei maschi. L'impollinazione e la fecondazione naturale sono praticamente inesistenti ma si osservano talvolta frutti partenocarpici.
Il frutto è una capsula rigida e lucida con 3 grandi ali, da 2 a 3 cm di diametro.
Gli ignami viola hanno tuberi commestibili dal gusto dolce, terroso e che ricorda quello delle noci, delle patate dolci e del taro. Il colore del tubero di tali piante può variare dal viola al lavanda brillante, anche se non mancano esemplari di colore bianco. La presenza di antociani in questa cultivar dona la caratteristica colorazione viola agli alimenti in cui viene utilizzata come ingrediente. A differenza delle patate dolci, l'igname viola ha una consistenza più umida e una quantità di antociani più elevata.

## Usi

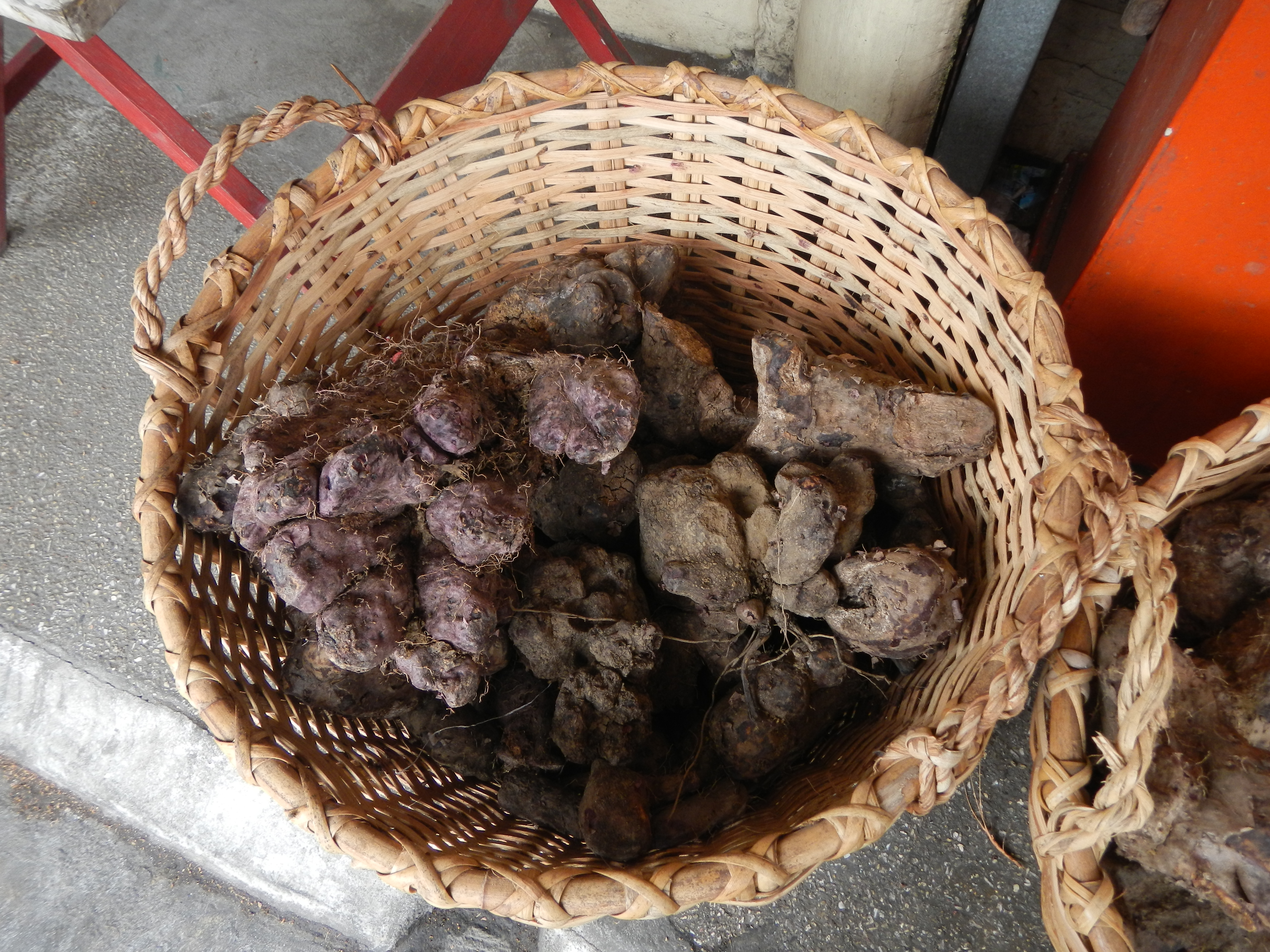
Alcuni tuberi di igname viola

L'igname viola è ritenuto un cultigen ed è conosciuto solo in qualità di alimento. Nella cucina filippina, la pianta di Dioscorea alata prende il nome di ube ed è un ingrediente popolarissimo per la preparazione di vari tipi di dolci fra cui gelati, bevande al latte, rotoli dolci, ciambelle, crostate, biscotti, cupcake, torte e confetture. Inoltre è alla base dell'ube halaya, un dolce ottenuto facendo bollire gli ignami viola e usato in varie preparazioni come l'halo-halo. L'igname viola è un ingrediente essenziale nell'Undhiyu ed ha ricevuto una modesta notorietà negli Stati Uniti. Dagli ignami viola si ricava inoltre un amido anch'esso utilizzato in cucina, mentre gli stessi antociani contenuti nei tuberi sono da considerarsi validi coloranti alimentari.
L'igname viola ha anche livelli relativamente alti di ossalati (486–781 mg/100 g di sostanza secca). Dioscorea alata viene anche coltivata in giardino.

## Galleria d'immagini

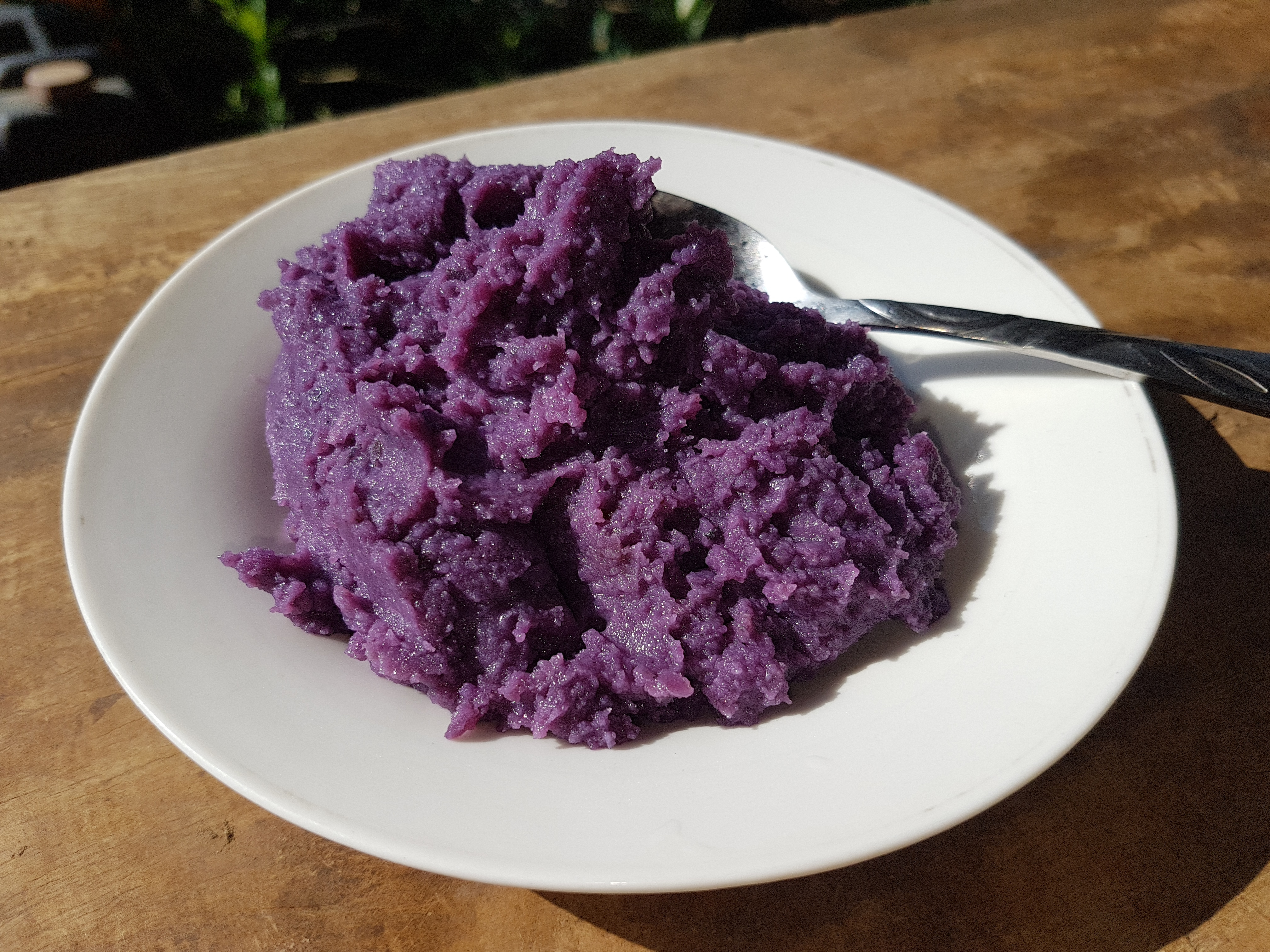
Ube halaya
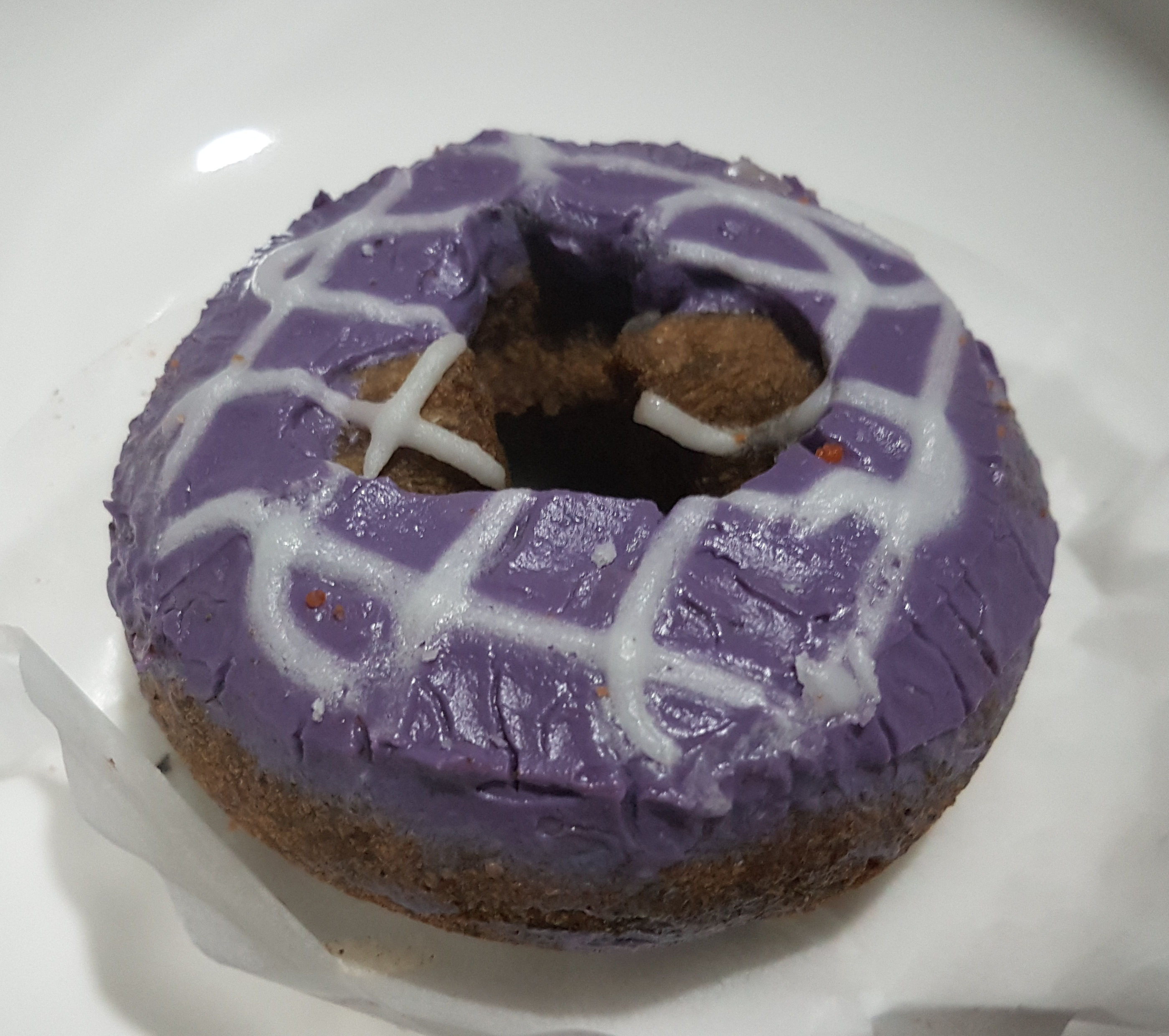
Ciambella all'ube
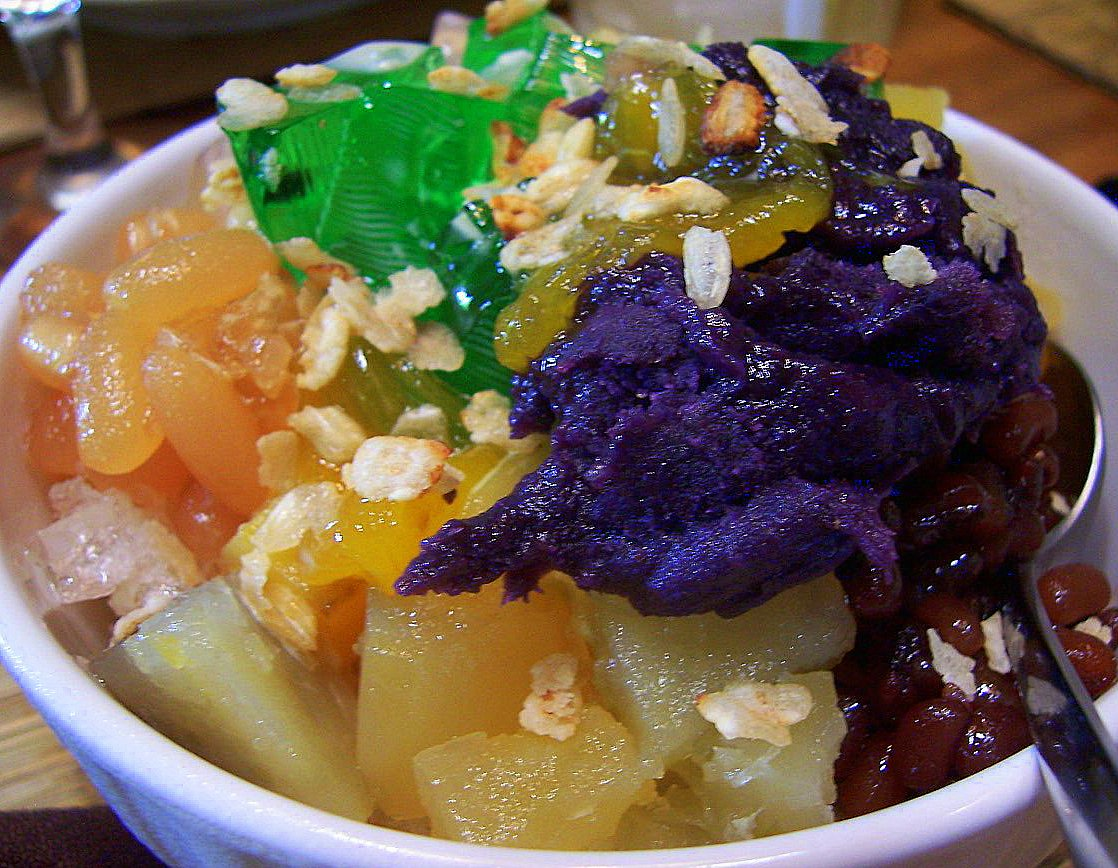
Halo-halo
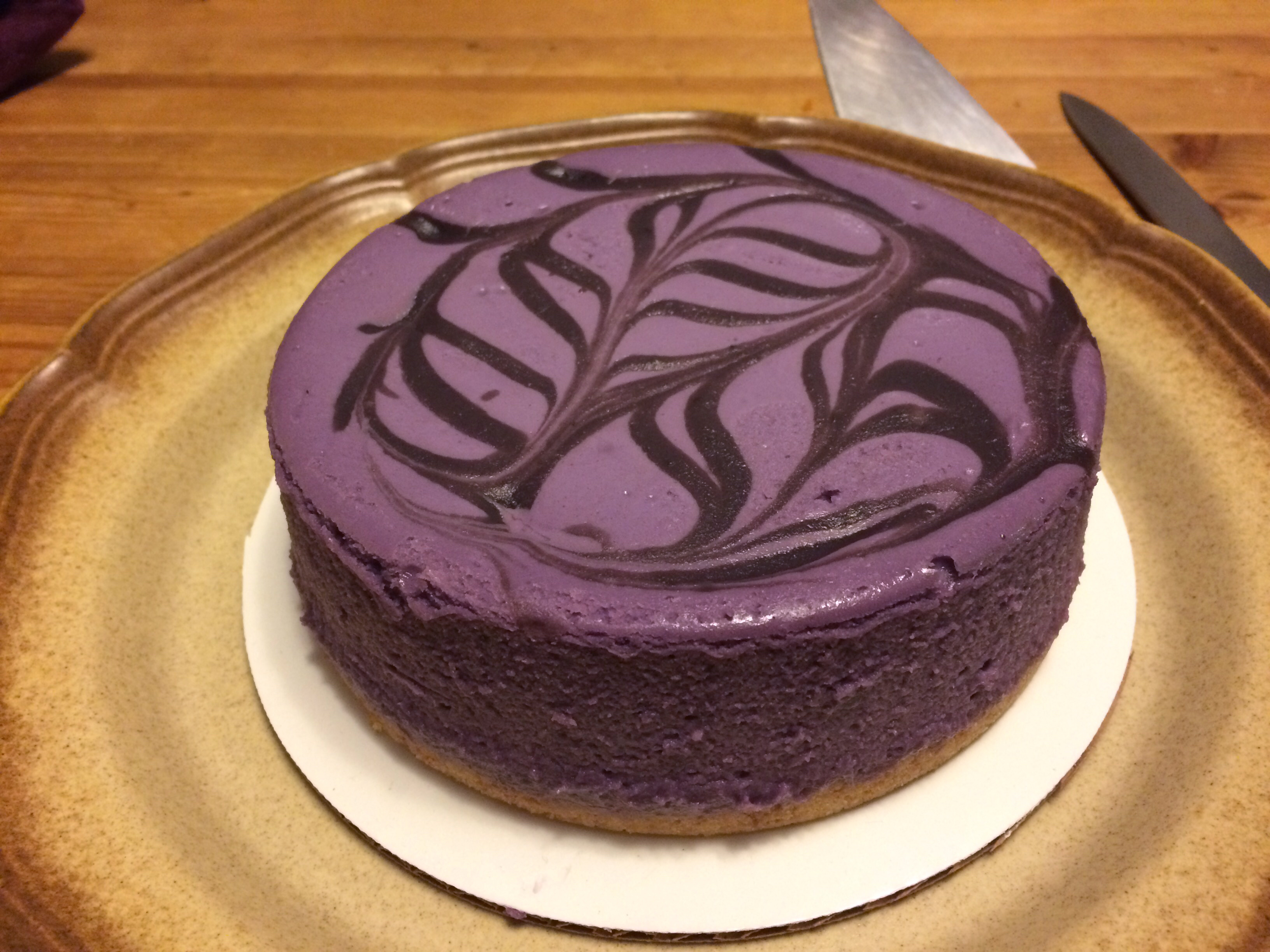
Ube cheesecake
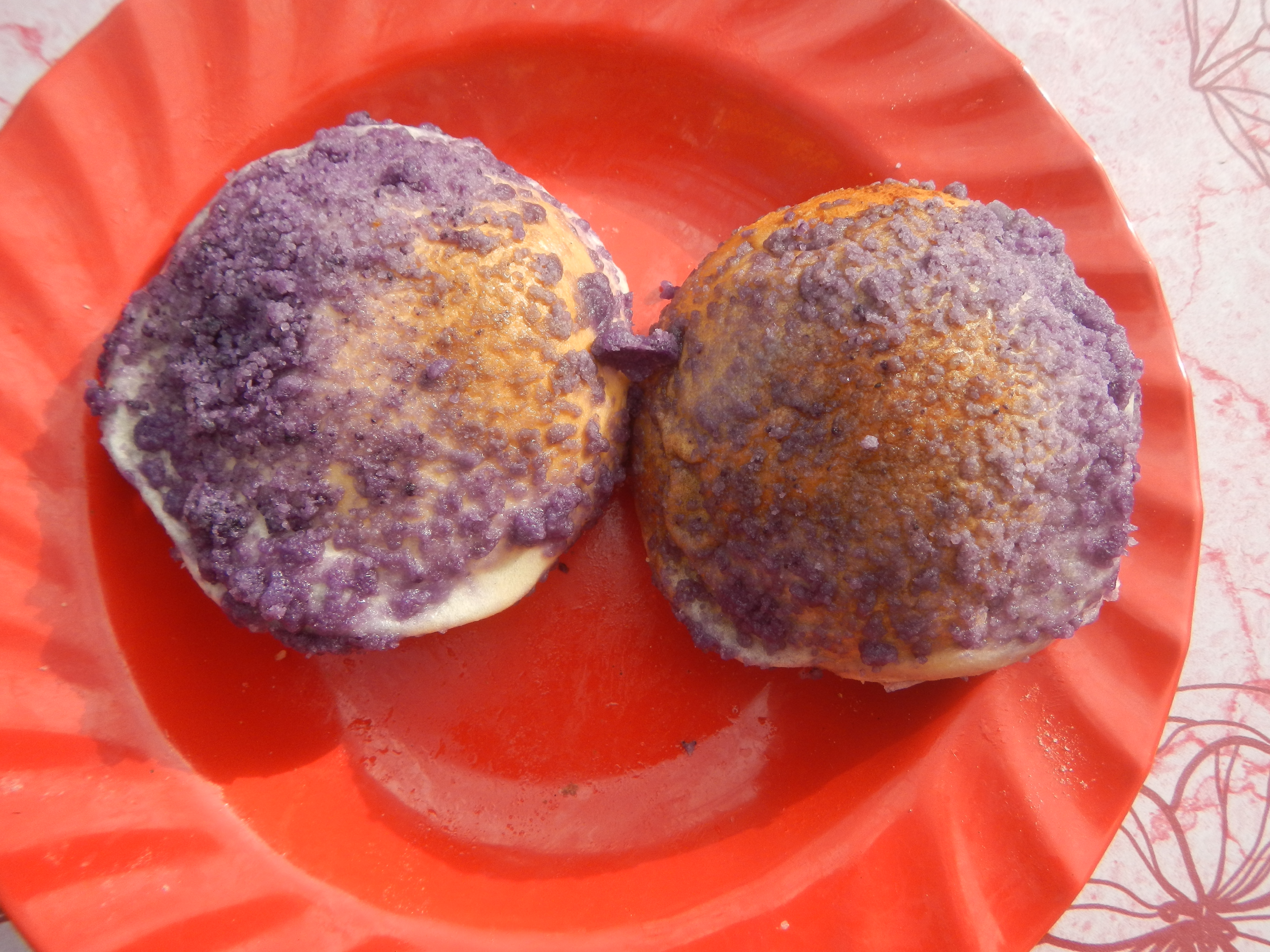
Dolcetti con streusel e ube